# Sobni hrošček
Sobni hrošček (znanstveno ime Anthrenus verbasci) je vrsta hrošča iz družine slaninarjev, razširjena po vsem svetu, ki jo pogosto najdemo v človekovih bivališčih, kjer se ličinke prehranjujejo z naravnimi vlakni različnih izdelkov in spravljeno hrano. Zato ga obravnavamo kot škodljivca.

## Telesne značilnosti
Odrasli zrastejo približno 2–3 mm v dolžino, od zgoraj so približno ovalne oblike in pokriti z obarvanimi luskami, ki tvorijo pisan vzorec iz rumenkastih, rjavkastih in belih lis na črni podlagi. Po trebušni strani so bolj monotone sivkaste barve. Starejše živali so temnejše, z več črne, ker jim odpadajo luske. Od podobnih vrst svojega rodu jih je možno zanesljiveje ločiti po 11-členih tipalnicah s kijasto zadebelitvijo zadnjih treh členov in enakomerno zaobljenem robu oči.
Ličinke so ob koncu razvoja dolge do 4 ali 5 mm, s širšim zadnjim delom in prečno progaste. Porasle so s ščetinami, ki so na zadnjem delu telesa združene v šope, ki jih lahko žival nasrši, kadar se počuti ogroženo. V nevarnosti se lahko tudi zvijejo v kroglico.

## Življenjski krog in ekologija
Samica izleže do 40 jajčec posamič ali v gručah v okolju, kjer bodo našle hrano. Po nekaj tednih se izležejo ličinke, ki potrebujejo temperaturo 15–25 ºC za razvoj. Ta v ugodnih pogojih traja do eno leto, v tem času se 4- do 16-krat levi. Razvoj prekine zimska hibernacija, ob nižjih temperaturah tudi dve, tako da se preobrazijo v odrasle šele spomladi po dveh zimah. V naravi se pogosto pojavljajo v gnezdih ptic, kot so lastovke, vrabci in hudourniki, kjer se prehranjujejo z odpadlim perjem in drugim odmrlim organskim materialom, pa tudi v gnezdih netopirjev in os. Odrasli so aktivni letalci; za razliko od ličink se prehranjujejo s pelodom in najraje obiskujejo cvetove rastlin, ki proizvajajo veliko peloda, kot so medvejke (rod Spiraea). Kot odrasli živijo le nekaj tednov.
Ugodne pogoje najdejo v človeških prebivališčih, kjer ličinke obžirajo obleke, zavese in preproge iz živalskih vlaken, najdemo pa jih tudi v spravljeni hrani, predvsem zrnju. Pri tem rastlinska semena niso najugodnejša hrana zanje in se lahko namesto tega hranijo z odmrlimi ostanki drugih škodljivcev, kot je hišni molj. Pogosto pridejo v hišo iz opuščenih ptičjih gnezd pod streho. Še posebej pa so problematični v prirodoslovnih muzejih, kjer lahko uničijo entomološke zbirke prepariranih žuželk, zato se skrbniki proti njim aktivno borijo z odganjanjem, lepljivimi pastmi in zaplinjanjem.

## SKlici
1. 1 2 3 4 5 6  Robinson, William H. (2005). Handbook of urban insects and arachnids (PDF). Cambridge University Press. str. 98–99. ISBN 978-0-521-81253-5.
2. 1 2  »Varied Carpet Beetle« (PDF). MuseumPests.net. Integrated Pest Management Working Group. Pridobljeno 9. marca 2023.
3. 1 2  Peacock, Enid R. (1993). Adults and larvae of hide, larder and carpet beetles and their relatives (Coleoptera: Dermestidae) and of derodontid beetles (Coleoptera: Derodontidae) (PDF). Royal Entomological Society of London. str. 30, 60–61.